# Casa de Lázaro Torres
La Casa Lázaro Torres es un edificio de estilo modernista que está ubicado en la plaza Comandante Benítez del Ensanche Modernista, en la ciudad española de Melilla, y que forma parte del Conjunto Histórico Artístico de la Ciudad de Melilla, un Bien de Interés Cultural.

## Historia
Fue construido entre 1928 y 1929, según proyecto del arquitecto arquitecto Enrique Nieto, para el contratista de obras Lázaro Torres.
El diseño del proyecto de la fachada es una reinterpretación del modelo de la Casa Heribert Pons (1907-1909), obra destacada del arquitecto catalán Alexandre Soler March, ubicada en la Rambla de Catalunya, 19-21, de Barcelona, que es la sede de la Consejería de Economía y Finanzas de la Generalidad de Cataluña, y que a su vez inspira la Casa Barona, de Francisco Javier Goerlich Lleó, realizada en 1914 y situada en la Gran Vía del Marqués del Turia, 70 de Valencia, ambas paradigmas del modernismo secesionista.

## Descripción
Consta de planta baja y tres plantas, construido con paredes de mampostería de piedra local y ladrillo macizo, con vigas de hierro y bovedillas del mismo ladrillo, en el que destaca su fachada, con una planta baja con un gracioso diseño hoy perdido, con la puerta de entrada, con un arco de carpanel, sobre la que se encuentra el mirador central de dos plantas, con florones con caras de mujeres y ménsulas, flanqueado por balcones sobre paños cerámicos y con pilastras de cenefas y líneas verticales y horizontales que limitan y cercan el edificio y sus calles, terminando en vasos de coronación.